# Marmorhjälmspindel
Marmorhjälmspindel (Dipoena melanogaster) är en spindelart som först beskrevs av Carl Ludwig Koch 1837.  Marmorhjälmspindel ingår i släktet Dipoena och familjen klotspindlar. Enligt den svenska rödlistan är arten sårbar i Sverige. Den har senare, efter 2010, visat sig vara vanligare än tidigare trott och är placerad som nära hotad på rödlistan 2015. Arten har hittats i Skåne, Blekinge, Halland, Småland och på Öland. Artens livsmiljö är skogsbryn. Den lever under grenklykor där den gör sitt nät. Inga underarter finns listade i Catalogue of Life.